# إسماعيل بن ناصر
إسماعيل بن ناصر مواليد 1 ديسمبر 1997 في اسطنبول، هو لاعب كرة قدم جزائري من أب تركي وأم جزائرية، ويحمل الجنسيات الفرنسية و قالب:التركية والجزائرية. لعب حتى عام 2019 مع نادي إمبولي الإيطالي في مركز لاعب وسط دفاعي.

## الإنجازات

### مع المنتخب الجزائري
- كأس أمم إفريقيا (1) : 2019[5][6]

### مع نادي إمبولي
توج بالدوري الايطالي الدرجة الثانية (1): 2017–18

### مع نادي ميلان
توج بالدوري الايطالي الدرجة الأولى (1): 2021–22

## روابط خارجية
- إسماعيل بن ناصر على موقع الاتحاد الأوربي (الإنجليزية)
- إسماعيل بن ناصر على موقع قاعدة بيانات كرة القدم.إي يو (الإنجليزية)
- إسماعيل بن ناصر على موقع ليكيب (الفرنسية)
- إسماعيل بن ناصر على موقع ناشيونال فوتبول تيمز (الإنجليزية)
- إسماعيل بن ناصر على موقع Soccerbase.com (لاعب) (الإنجليزية)
- إسماعيل بن ناصر على موقع Soccerway.com (الإنجليزية)
- إسماعيل بن ناصر على موقع عالم كرة القدم.نت (الإنجليزية)
- إسماعيل بن ناصر على موقع AS.com (الإسبانية)